# Centre de recherche pharmaceutique de Luozi
Le Centre de recherche pharmaceutique de Luozi (CRPL) est une institution privée de recherche médicale située à Luozi dans la République démocratique du Congo, et un des principaux organismes de recherche du pays.
Il fut fondé en 1980 par le docteur Étienne Flaubert Batangu Mpesa, qui en fut président du conseil d’administration jusqu'à son décès en 2021.
Depuis 1987, le centre a notamment mené des expérimentations systématiques pour trouver des soins contre le paludisme,.
Un de ses objectifs est la remise en valeur de la pharmacopée traditionnelle africaine. Ainsi, un des premiers travaux du centre a été la confirmation de l'efficacité d’un vermifuge tiré d’une plante appelée kizu, en Manianga et d’un anti-diarrhéique à base de plantes.
Il produit notamment:
- Manadiar, lancé sur le marché en 1981, antidiarrhéen à base de plantes naturelles.
- Manalaria, créé en 1984, anti-paludéen naturel bien toléré notamment par les femmes enceintes.
- Manacovid, utilisé en RDC pour le traitement de certains symptômes du Covid-19[8].